# KT (公司)
KT（韓語：케이티），舊名韓國通信（한국통신），是大韩民国的电信公司。以电话通訊、高速网络等有線及无线通信服务业为主要业务。1981年，在韩国先以电气通信公司的名义成立的KT公司，2009年与KTF合并，基于有、无线的融合，正在向着全球信息通信交易（ICT；Information, Communication, Transaction）融合的先导迈进。

## 沿革

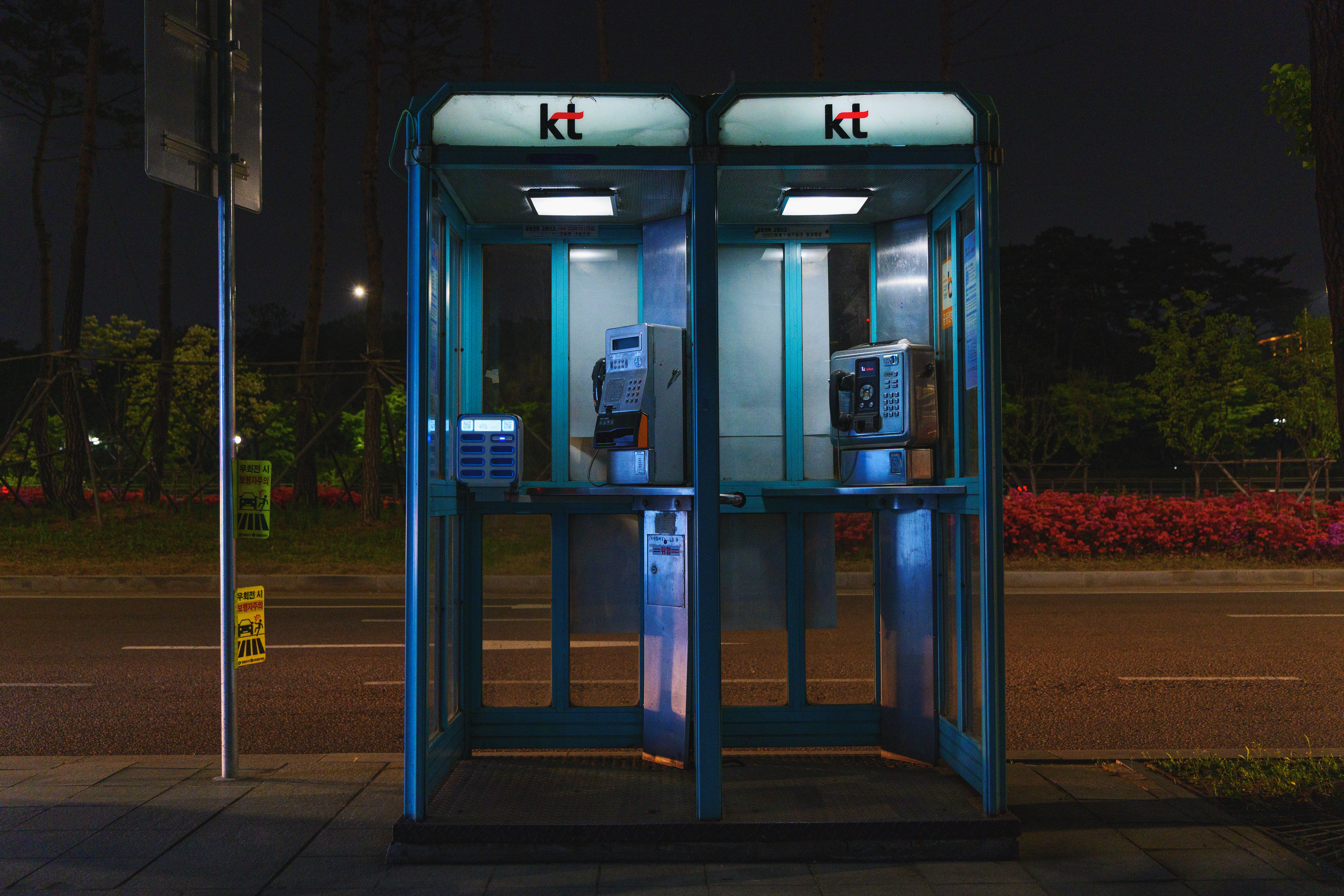
首尔街头的KT电话亭

### 民营化之前
- 1885年9月28日：汉城与仁川之间电信开通。韩国战争的时候所造成的破坏，在解放之后的区区数十年间，因为急于修复损坏了的电信设施，没能顾及扩张电话线路的念头。1960年，电话机只有10万台不到。到1960年代初，促进了经济开发5周年计划，使得有线电话需求暴增。但是，因为必须使用到高价进口的外国设备的原因种种，电话这东西是需要等待1年之久才能到手的珍贵物品。事实上，当时只有有权力的人才能够买得起电话。到了1980年代初，韩国有线电话与移动电话加起来总共有280万条线路，平均每100个人只有8.4台电话。
- 1981年12月：「韩国电气通信公社」成立。
- 1984年：开发了在世界上排第10名的TDX-1电子交换机。
- 1987年：完成全国电话自动化。
- 1982年：擁有450万电话线路
- 1991年：公司更名为「韩国电信公社」。
- 1993年：增加2000多万线路，筹备了情报化构造的根底。
- 1993年10月：加入电话数是1994万1314条线路（其中电子式交换机有1947万3114条线路），公用电话28万4245台，97万5403条长距离通话线路。国际通信网卫星通信7930条线路，海底光缆7995条线路等，总共拥有1万5925条线路，国际通信的电报用线路835条，语音用线路8930条。可以用于189个国家，共229各区域，除了北朝鲜以外的其他国家都可以连接。除此以ESS特殊服务（电话快捷键、电话转接、未接指南、呼叫等待）为首，运行着无线传呼服务、电话报时服务、移动电话服务、电话号码向导等服务业务和船舶的中短波电信、短波无线电信等25条线路。
- 1995年：「木槿花卫星1号」发射
- 1996年：「木槿花卫星2号」发射
- 1996年：PCS与CT-2获得业务权，设立「韩国通信Freetel（株式会社）」。
- 1997年：转为政府投资机关。
- 1997年10月1日：当天重新实施正式适用工业的经营构造改善与影视相关的法律。（除了适用于政府投资机关管理基本法）
- 1998年：总公司从首尔特别市鐘路區世宗路100号搬至京畿道城南市盆唐区亭子3洞206号。
- 1998年12月：本公司登陆股票市场。
- 1999年：「木槿花卫星3号」发射。
- 2000年6月：接管「Hansolm.com（株式会社）」的经营权，12月获得IMT-2000业务权。
- 2001年4月：开始提供「呼出号码显示服务」（CID）。

### 民营化之后
- 2001年5月：宣布民营化。公司成立20周年之后才把企業識別从「韩国电信」改为「KT」。公司私有化于2002年全面完成。
- 2003年1月：高速网络用户达到500万名。
- 2005年：根据公平交易委员会发表的资料显示，KT有12个子公司，总资产是29兆3150亿元，在大企业中排名第8位。
- 2005年12月28日：推出南北韩之间的电信服务，并在朝鲜的开城工业区开设分公司。
- 2007年2月：开始实施Wibro服务，為国内最早。
- 2008年12月9日：在社长推荐委员会上，李锡采被任命为唯一的新代表理事社长后补。
- 2009年1月14日：有500多名股东在首尔瑞草区牛眠洞KT研究开发中心参与了股东大会，受社长推荐委员会拥戴的李锡采社长后补，被正式任命为第11代代表理事社长。
- 2009年1月20日：就任KT新社长就职六天后，李锡采即在新闻发布会上宣布了KT与KTF合并的计划。
- 2009年3月：广播通信委员会批准有关KT与KTF子公司有条件合并的事项。
- 2009年4月：服务捆绑品牌「QOOK」首次亮相。现有的“Ann”座机电话、“Megapass”宽带互联网服务和“Mega TV”IPTV服务品牌分别更名为“QOOK电话”，“QOOK Internet”和“QOOK TV”。

### KT-KTF合并后
- 2009年6月1日：KT及其无线子公司KTF合并组成新的KT公司。
- 2009年7月：将以前的公司口号“All new KT”替换为「olleh」，「olleh kt」作为新CI正式使用。
- 2009年10月：被称为「QOOK&SHOW」的有線及无线FMC综合服务上市。
- 2009年11月：国内最早引进以及推出iPhone手机。
- 2009年12月：国内最早上市3W（Wi-Fi、WiBro、WCDMA）SHOW Omnia手机。
- 2010年6月：云存储（Cloud Storage）服務Ucloud上市。
- 2010年8月：有線及无线互联网综合服务品牌统一并改为「olleh」，与公司的口号保持一致。
- 2010年8月31日：KT成为被编入「道琼斯可持续发展世界指数 (Dow Jones Sustainability Index World)」的电信公司。
- 2010年9月10日：在韩国市场推出了iPhone 4和无限制的3G数据计划。
- 2010年11月11日至12日：成为G20首尔峰会的官方电信服务提供商。
- 2011年1月25日：固网“QOOK”和移动“SHOW”品牌统一为“olleh”品牌。他们分别被重命名为“olleh Home”和“olleh Mobile”。
- 2011年2月10日：收购BC卡20.05％的股份，成为第二大股东。
- 2012年1月3日：KT推出LTE服务。
- 2013年1月，KT推出基于All-IP技术的智能家庭电话服务。
- 2013年9月，KT推出1.8Ghz的宽带LTE服务。
- 2014年12月28日，GiGA LTE-A服务开始。[1]
- 2015年底，“olleh”品牌逐渐停止使用，改为“KT”品牌。
- 2016年9月1日，KT与华为共同发表定制机型“Be Y”系列，力求为年轻用户提供差异化的体验与服务。[2]

## 標誌歷史

1945-1957
1957-1981
1982-1990
1991-2001
2001-2009
2009–

## 组织结构
KT在韩国企业管制服务机构的2010年韩国企业组织结构评价中得了大奖。

## 理事会
理事会总共有11名理事，其中有8位是外部理事，那些在韩国的商法为基准比过半数还多两位。李锡采会长是理事会成员中的其中一位，理事长则由外部理事金應漢担当。理事长与会长这样分离。在2002年开始制度化，2006年，理事会在规定法里提出了添加理事长需要做的职务。公司内部理事（3名）有李锡采代表理事、表铉明理事、李尚勳理事。外部理事（8名）有理事会金應漢理事长，高晶锡，朴俊，李春鎬，許增秀，宋鍾奐，丁海昉，李燦振理事。

## 子公司
- KTDS
- KTH
- KTN
- KTP
- KTSM
- Nasmedia
- KTR
- KTT
- KT Capital
- KT M&S
- Genie音樂（製作及發行音樂產品）
- KT Kumhorentcar
- KT Rolster（電子競技隊伍）
- KT巫師 (職棒隊伍)
- KT Studio Genie（朝鲜语：스튜디오지니） (影視製作)

## 行政法律上的地位及资格
于访问销售等等相关的法律上，属于访问销售发展商与电话推销发展商（截至2002年9月2日）。在电子商务等业务相关的消费者保护权益上，是通信销售发展商（截至2002年8月29日）。